# سفينة السلحفاة

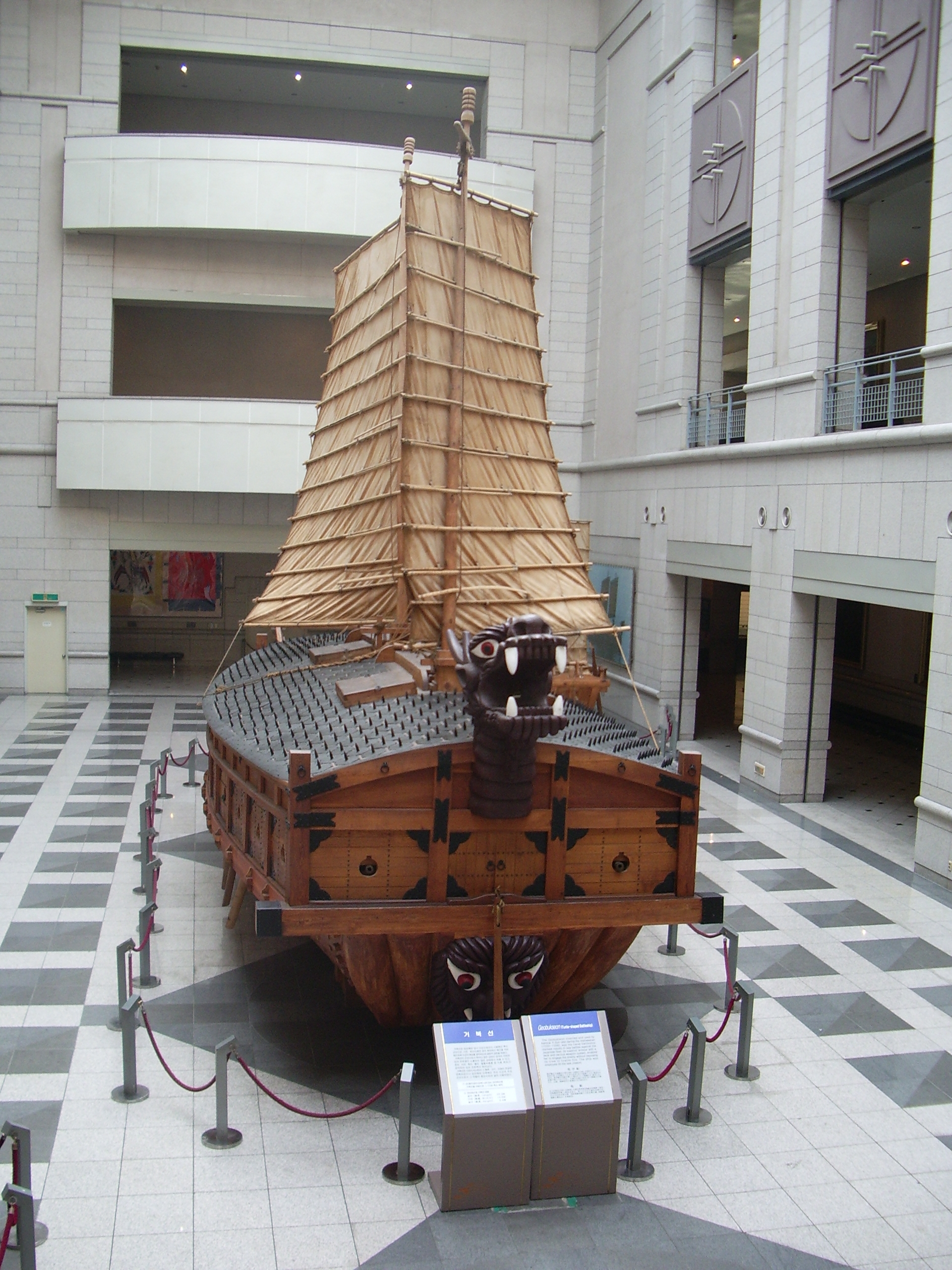
سفينة سلحفاة

سفينة السلحفاة هي سفينة عسكرية صنعها الكوريون في عهد سلالة جوسون تحت قيادة الجنرال إي سن شن ويعتبر أكثر الشخصيات الكورية البارزة التي يحترمها الكوريون. وتمت تغطية الجزء العالي من السفينة بالخشب ليكون شكله الخارجي مستديرا وتم فوقه غرس المسامير من أجل منع دخول الأعداء في السفينة وسميت السفينة سفينة سلحفاة لانها تأخذ شكل سلحفاة. وحقق الجنرال لي سون سين انتصارات كبيرة لا يسبق لها مثيل في جميع المعارك التي شارك فيها وبلغ عددها أكثر من 23 معركة من المعارك البحرية. ويشبه الجنرال الكوري لي سون سين الجنرال نيلسون البطل البريطاني الذي حقق انتصارا كبيرا في معركة ترافلغار البحرية ضد القوات الفرنسية والإسبانية لانهما ناضلا دفاعا عن الوطن وأنقذا شعبيهما من هجوم القوات الأجنبية من خلال تحقيق انتصارات كبيرة في المعارك البحرية. وتقديرا لقيمة سفينة السلحفاة العسكرية يتم عرض أشكالها المقلدة في عدد من المتاحف الوطنية في مختلف الدول بما فيها المتحف العسكري التذكاري الأمريكي ومتحف أكاديمية القوات البحرية البريطانية ومتحفي التاريخ في الصين وألمانيا إلى جانب المتحف العسكري التذكاري الكوري.

## خارجي المراجع
1. ↑  "معلومات عن سفينة السلحفاة على موقع britannica.com". britannica.com. مؤرشف من الأصل في 2019-06-03.

- "Vank". Voluntary Agency Network of Korea. مؤرشف من الأصل في 2019-05-05.
- "Korea Be Inspired". Korea Tourism Organization. مؤرشف من الأصل في 2010-07-04.